# Rimi Baltic
Rimi Baltic est un chaîne de commerce de détail dans les États baltes, basée à Riga, en Lettonie.

## Catégorie de magasins
Filiale du groupe suédois ICA, Rimi Baltic exploite en 2024, 308 magasins de détail possède des centres de distribution dans chaque pays.
Les magasins Rimi sont répartis en plusieurs catégories dont la répartition dépend de la gamme de produits, ainsi que de la taille du magasin :
- Rimi Hyper  - hypermarchés ;
- Rimi Super  - supermarchés ;
- Rimi Mini  - magasins de petit format ;
- Rimi Express  - magasins de courses rapides.

En 2024, le groupe Rimi Baltic possède les magasins suivants :
|                   | Estonie | Lettonie | Lituanie |
| ----------------- | ------- | -------- | -------- |
| Rimi Hypermarkets | 17      | 37       | 40       |
| Rimi Express      | 2       | 6        | 11       |
| Rimi Super        | 24      | 35       | 37       |
| Rimi Mini         | 39      | 60       | 0        |
| Total             | 82      | 138      | 88       |
| Source:           |         |          |          |

## Histoire
L'histoire de Rimi commence avec l'ouverture du premier commerce de détail en Lettonie, le centre commercial Dole, le 20 février 1997.
Rimi Baltic a été créée en 2004 lorsque le finlandais Kesko et le suédois ICA sont convenus de fusionner leurs opérations dans les États baltes au sein d'une coentreprise à 50/50.
Rimi Baltic a officiellement commencé ses activités le 1er janvier 2005.
Fin 2006, Kesko a décidé de se retirer de la coentreprise et a vendu toutes ses parts de Rimi Baltic à ICA. Rimi Baltic est devenue une filiale en propriété exclusive d'ICA AB à compter du 1er janvier 2007.

## Galerie

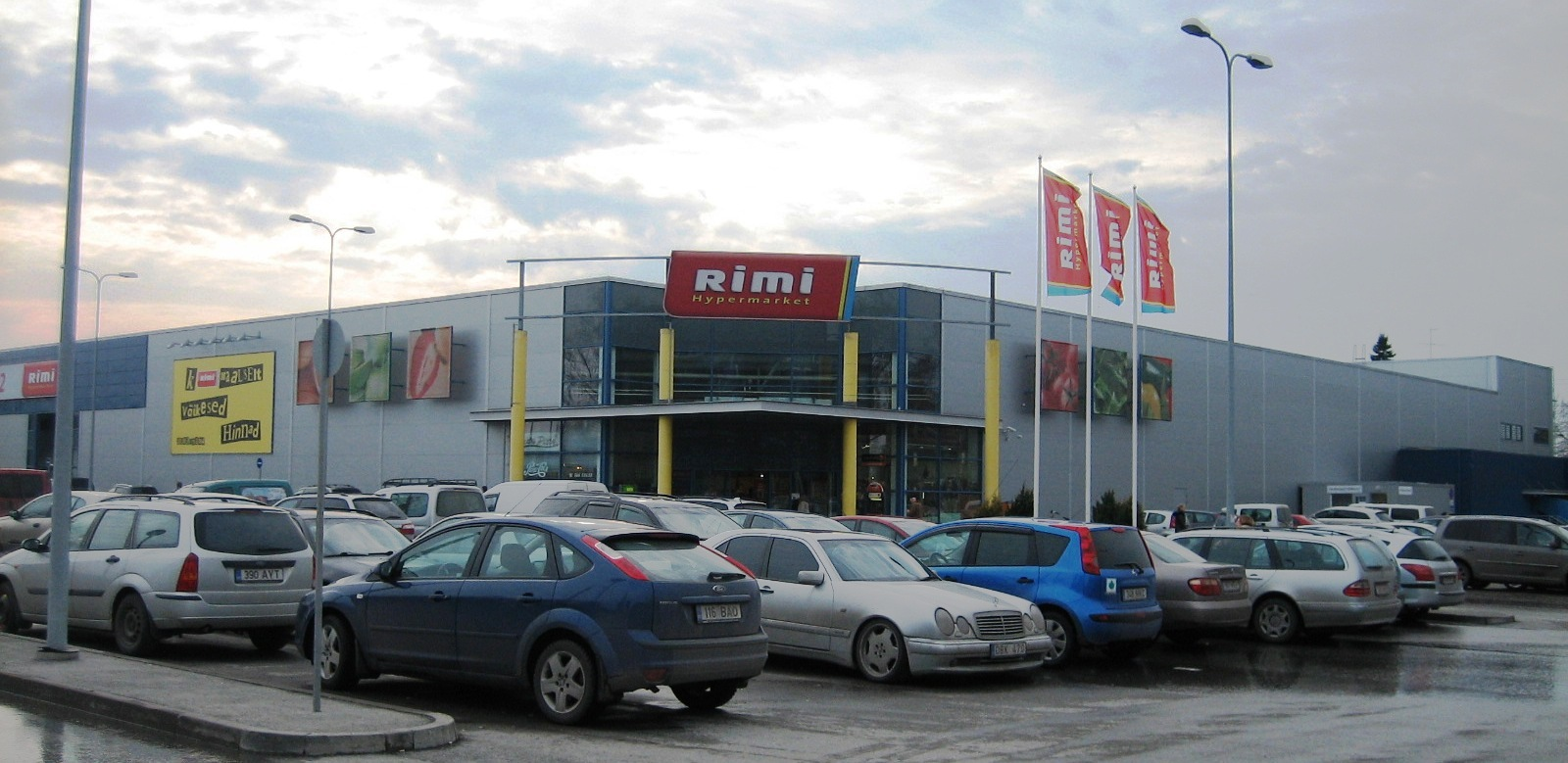
Rimi Hyper, Sõpruse puiestee 174-176, Tallinn
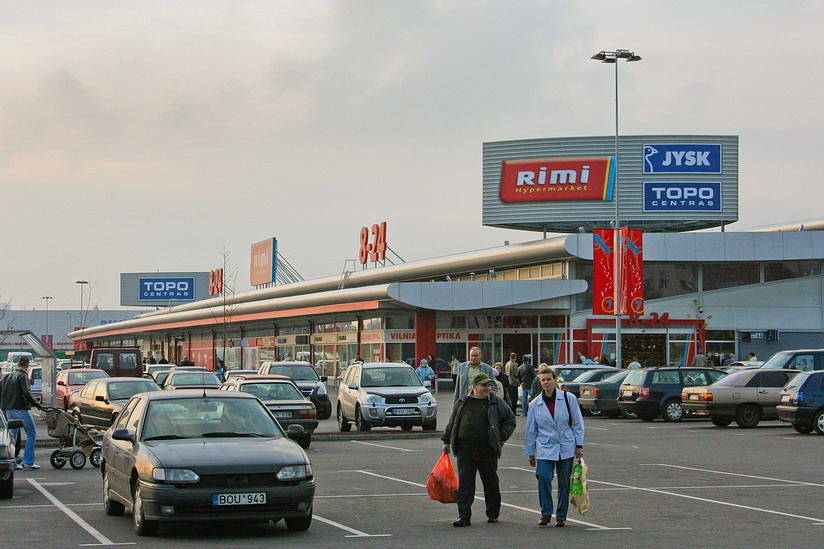
Rimi Hyper à Vilnius.
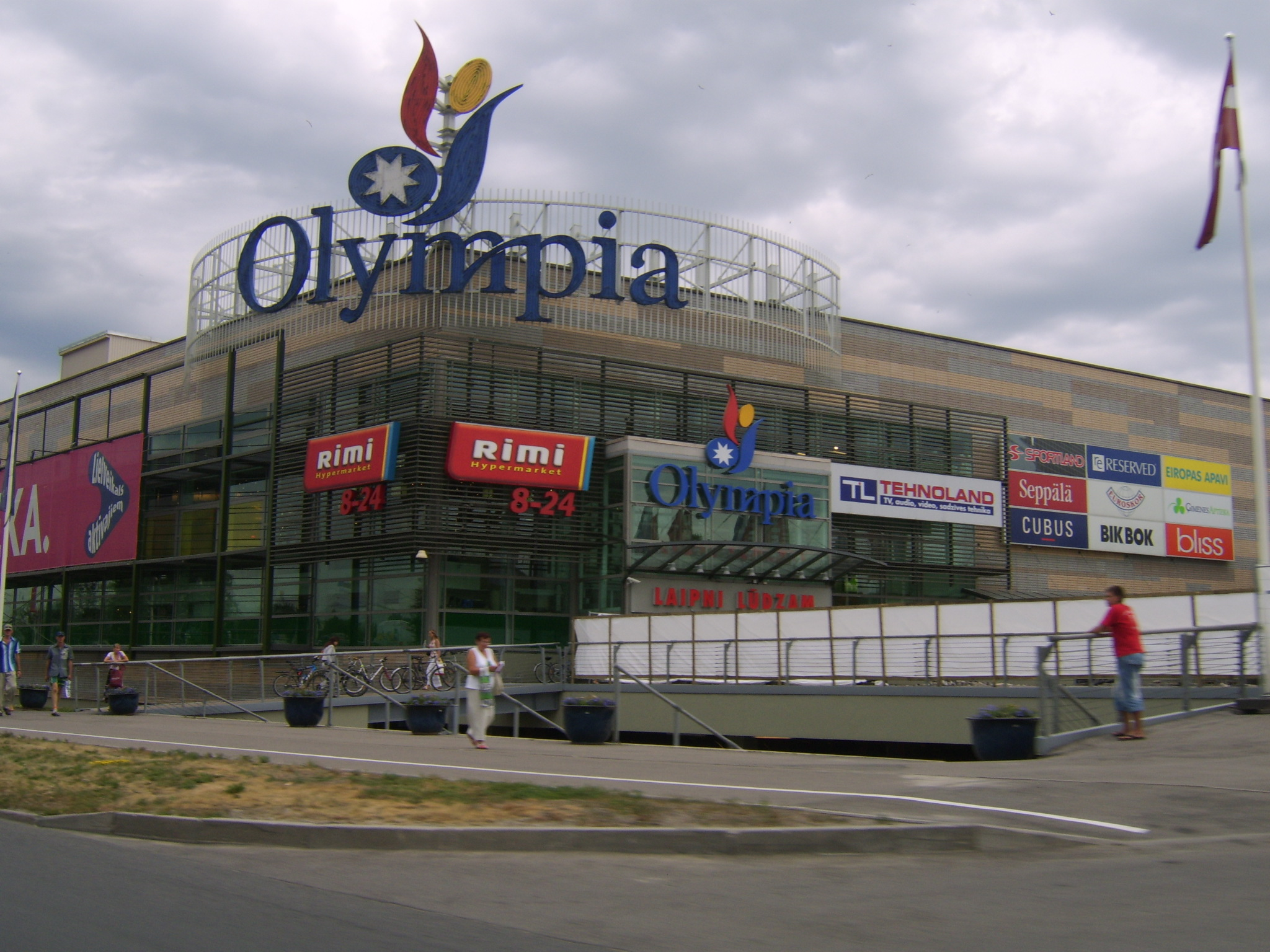
Rimi au Centre commercial Olimpia de Riga.